# Trégarantec
Trégarantec település Franciaországban, Finistère megyében. Lakosainak száma 628 fő (2022. január 1.). Trégarantec Ploudaniel és Saint-Méen községekkel határos.

## Népesség
A település népessége az elmúlt években az alábbi módon változott:
| Lakosok száma | 378  | 377  | 415  | 512  | 560  | 568  | 601  | 611  | 615  | 628  |
|               | 1968 | 1982 | 1990 | 2006 | 2013 | 2015 | 2017 | 2019 | 2020 | 2022 |